# Ludovic Guerriero
Ludovic Guerriero (* 5. Januar 1985 in Forbach) ist ein französischer ehemaliger Fußballspieler.

## Karriere
Guerriero begann seine Karriere in der Jugend des AS Nancy, bis er 2003 in die Profimannschaft hochgezogen wurde. Doch dort konnte er sich nicht durchsetzen, er bestritt in zwei Jahren ganze zwei magere Einsätze. Deswegen wurde er in der Saison 2005/06 an den Amateurverein US Raon ausgeliehen. Er traf in 33 Spielen sechs Mal und kehrte daraufhin zum AS Nancy zurück. Er absolvierte noch acht Ligaspiele für seinen Klub, bis er zur Saison 2008/09 zum Zweitligisten AC Ajaccio wechselte, wo er einen Dreijahresvertrag unterschrieb. Guerriero war der vierte Transfer in dieser Spielzeit den Ajaccio tätigte. Er selbst, ist mit dem Ziel gekommen, um mit dem ACA wieder in die Ligue 1 aufzusteigen. In Ajaccio bekam er auf Anhieb einen Stammplatz und absolvierte 68 Ligaspiele, in denen er fünf Tore schoss. Doch mit Platz 16 in der ersten und Platz 13 in der zweiten Saison war an Aufstieg nicht zu denken. Im Juli 2010 wechselte er zum Ligakonkurrenten FC Metz. Nach dem Abstieg der Lothringer aus der Ligue 2 wechselte er im Sommer 2012 zu LB Châteauroux. Dort spielte er zwei Jahre lang um den Klassenverbleib. Im Jahr 2014 wechselte er zu Ligakonkurrent Stade Laval. Ab Sommer 2015 war er für ein halbes Jahr ohne Verein, ehe ihn Anfang 2016 der rumänische Erstligist Petrolul Ploiești verpflichtete. Mit Petrolul musste er am Saisonende absteigen. Erneut war Guerriero mehrere Monate ohne Vertrag. Im November 2016 heuerte er beim FC Pau in der National an. Nach einer Saison ging er zu Sarreguemines FC, dann zu SO Merlebach und schließlich bis zu seinem Karriereende 2024 zu SSEP Hombourg-Haut.